# مهدی خدابخشی (کاراته کا)
مَهدی خدابخشی (زادهٔ سال ۱۳۷۴ اسلام آباد غرب در کرمانشاه) کاراته کا ایرانی است . مهدی خدابخشی در رده‌های مختلف عضو تیم ملی ایران است. وی دارندهٔ مدال نقره مسابقات جهانی بوداپست ۲۰۲۴ در بخش انفرادی و مدال طلا مسابقات جهانی مادرید ۲۰۱۸ در بخش تیمی است .

## زندگی‌نامه
در سن ۱۱ سالگی ورزش کاراته را آغاز نمود و پس کسب عناوین مختلف قهرمانی در رده‌های سنی پایه از سال ۱۳۹۳ به عضویت تیم ملی درآمد و ملی پوش وزن منهای ۸۴ کیلوگرم بزرگسالان تیم کاراته جمهوری اسلامی ایران است.